# Xian de Hengfeng
Le xian de Hengfeng (横峰县 ; pinyin : Héngfēng Xiàn) est un district administratif de la province du Jiangxi en Chine. Il est placé sous la juridiction de la ville-préfecture de Shangrao.

## Démographie
La population du district était de 189 465 habitants en 1999.